# António Manuel da Fonseca
António Manuel da Fonseca (Santa Isabel (Lisboa), 27 de setembro de 1796 – São Mamede (Lisboa), 4 de outubro de 1890) foi um pintor português. Foi discípulo de seu pai João Tomás da Fonseca, de Joaquim Manuel da Rocha na Aula de Desenho e de Figura e História e, finalmente, dos italianos Vincenzo Camuccini e Andrea Pozzi em Roma.

## Biografia

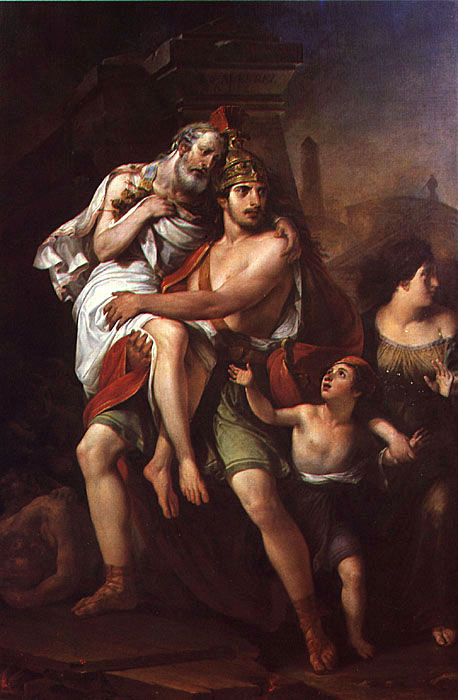
Eneias Salvando seu Pai Anquises do Incêndio de Tróia (1855).

Natural de Lisboa, freguesia de Santa Isabel, era um dos vários filhos do pintor e escultor João Tomás da Fonseca e de sua mulher D. Maria Inácia Xavier da Frota, falecida quando ainda era criança, tendo nascido na Rua de Santa Quitéria, aos 27 de setembro de 1796. Foi baptizado na igreja paroquial em 1 de novembro, tendo como padrinhos António Manuel de Melo e Castro de Mendonça e D. Josefa Maria Gertrudes. O seu pai voltou a casar em 1807, com D. Ana Faustina do Espírito Santo.
A sua primeira obra foi um painel transparente com o retrato de D. João VI e D. Carlota Joaquina, executado em 1820 para uma festa no Palácio das Laranjeiras, de Joaquim Pedro Quintela, 1.º conde de Farrobo e barão de Quintela.
Em 1822, quando já havia granjeado fama de bom decorador, pintou os frescos do Palácio de Quintela, na Rua do Alecrim: os principais são na Sala Romana, "Jogos romanos a que foram atraídos os Sabinos", "O Rapto das Sabinas", "A Guerra entre Sabinos e Romanos", "A Paz do Lácio", o retrato de Fonseca vestido à romana, assinado e datado, o retrato do arquitecto romano João Baptista Hilbrath, que tinha dirigido as obras do palácio, e, no tecto, os medalhões "Apoteose de Rómulo" e "Aca Larência, a Loba amamentando Rómulo e Remo"; "Cabeça de Cristo" e "Cabeça da Virgem", na capela; "Minerva com Cupido", no gabinete do lado sul; paisagens nos arredores de Roma, Basílica de S. Pedro, Vaticano, cenas campestres e populares, "Leda e o cisne" e "Hebe sentada sobre uma águia", na sala de jantar, esta última no tecto; "Trabalhos de Hércules" (4 cenas) e "Leão de Nemeia", "A Terra num carro puxado por duas serpentes", "O Carro de Apolo", "Vénus no seu carro puxado por duas pombas", "O carro de Juno, puxado por dois pavões", "O carro de Diana, puxado por quatro cavalos brancos", "Apoteose de Mercúrio" e quatro figuras alegóricas do Fogo, da Água, da Terra e do Ar, na escadaria. Restauraria estes frescos já octogenário, em 1878.
Pouco depois de os executar fez um retrato de D. João VI para a Câmara Municipal de Lisboa. Em 1825, pintou o pano de boca do Teatro de São Carlos. Em 1826, executou o retrato de D. Pedro IV. Nesse mesmo ano, subsidiado pelo Estado e pelo seu protector Barão de Quintela, depois Conde de Farrobo, partiu para Itália a fim de completar a sua formação artística. Em Roma, no convívio dos mais afamados mestres de então e no estudo paciente das grandes obras de outras eras, António Manuel da Fonseca adquiriu vasta preparação, que valorizou singularmente os seus dotes naturais. Até 1835, havia feito notáveis cópias da "Transfiguração" de Rafael e da "Comunhão de S. Jerónimo" do Domeniquino Zampieri - ambas no Paço dos Duques de Bragança em Guimarães - e de outras obras de Rafael, Carlo Dolci, Van Dyck, etc.
Fonseca regressa a Portugal aureolado de fama por seu saber e talento e, em 1836, quando da fundação da Academia de Belas-Artes, é nomeado professor de Pintura Histórica daquela instituição.

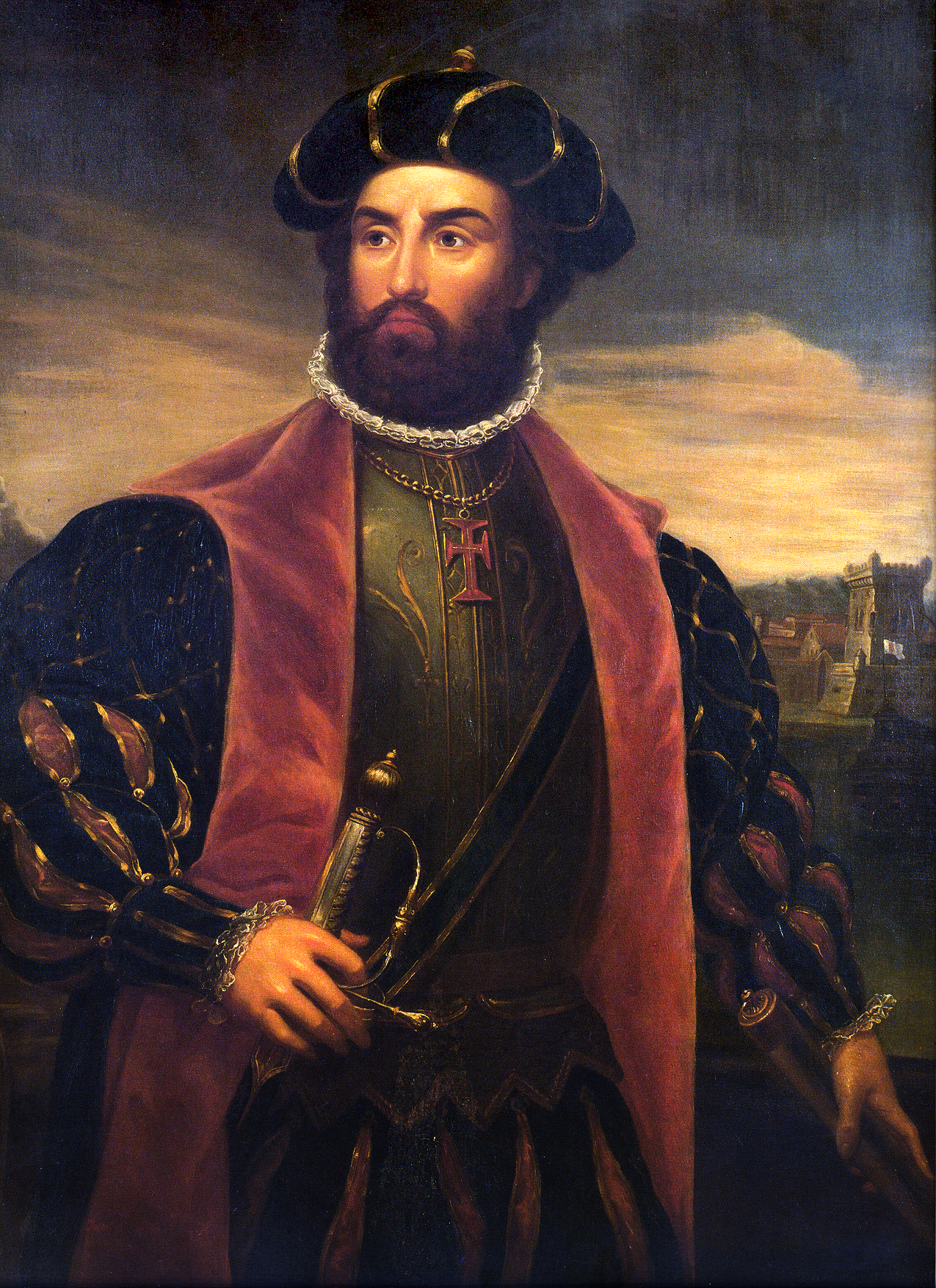
Vasco da Gama (1838)

A sua actividade continua a ser intensa. Em 1838, pinta figurinos para uma peça de Almeida Garrett; no mesmo ano, executa cenários para a ópera "Roberto do Diabo", de Meyerbeer, em São Carlos, e, em parceria com Maurício José Sendim, ilustra com estampas litografadas os "Quadros históricos" de António Feliciano de Castilho (as suas litografias nesta obra são "Milagre de Ourique" e "Cortes de Lamego"). Na Exposição Trienal da Academia de 1843, apresenta Fonseca a sua obra prima, "Eneias salvando seu pai Anquises do incêndio de Tróia", vasta composição de sólida e equilibrada estrutura e de efeito imponente, influenciada pelo frio academismo da pintura romana do tempo e vasada nos moldes escultóricos da escola davidiana. Esta obra, hoje no Palácio Nacional de Mafra, carece de espontaneidade e de emoção, mas impressionou deveras os contemporâneos como lição de pintura histórica - género posto em moda pelo Romantismo. No mesmo certame, o artista apresenta o esboço "A Morte de Albuquerque" e os retratos do Papa, de D. Maria II, de Costa Cabral e dos seus filhos, de um médico, e ainda um retrato equestre do filho do Duque de Palmela e um excelente auto-retrato.
Em 1846, no tempo da Maria da Fonte, serve como alferes e depois como tenente no Batalhão de Voluntários da Carta.
Nas subsequentes Exposições Trienais da Academia, apresenta numerosas obras, entre as quais: "A Senhora da Caridade", "Visitação de Nossa Senhora", "Jesus entre os Doutores" e "Retrato de Benjamim Comte", em 1852; "Retrato de D. Pedro V", "O Juíz Salomão", "Só Deus!" e "A leitura de um romance", em 1856; "Camões lendo Os Lusíadas a D. Sebastião", "O porta-bandeira" e "A Dor", em 1861; "Lebre morta" (pertenceu a António José da Silva), "Auto de fé" (oferecida pelo autor à Academia), retrato do pintor Joaquim Rodrigues Braga e outros retratos, em 1869. Na Exposição Camoniana do Centenário, efectuada em 1880, no Palácio de Cristal, no Porto, apresentou o quadro "Camões invocando as Tágides" ou "As Tágides respondendo à invocação de Camões". Também fez outras obras de motivo camoniano, como "Desembarque de Vasco da Gama em Calecute" e "Desembarque dos nautas portugueses na Ilha dos Amores". É da sua autoria o suposto retrato de Vasco da Gama, existente na Galeria dos Almirantes, em Londres, e que afinal parece representar Camões.

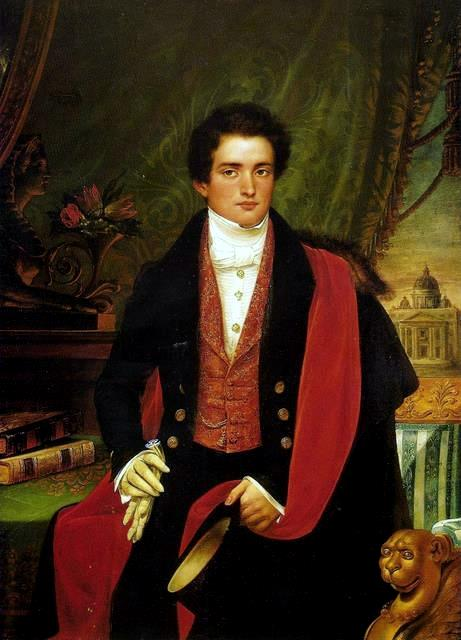
Amaro Guedes Pinto (1832)

Na Galeria de Pintura do Palácio da Ajuda, figurou o seu quadro "Casamento de el-rei D. Luís na Igreja de S. Domingos", hoje ainda no mesmo palácio, cujo esboço se encontra no Museu da Cidade de Lisboa. Fez a decoração "Vénus e Adónis" no Palácio das Laranjeiras, do Conde de Farrobo, e o fresco "´Glória de S. Nicolau" no tecto da igreja com o mesmo nome, em Lisboa. No Museu do Chiado existe o quadro religioso "Sacra Família", muito influenciado por Rafael, talvez simples cópia, além de uma pintura de delicado sentimento e por certo original, "Cabeça de Virgem" e "Auto-retrato"; no Museu Grão Vasco, em Viseu, "Jesus entre os Doutores" e "Génio das Artes", de vivo colorido; no Solar do Monteiro-Mor, no Juncal, o quadro "S. Rafael"; na Confraria do Bom Jesus, em Braga, o retrato do Duque de Lafões, datado de 1827; no Palácio de São Bento, o retrato de D. Maria II; na Igreja de São João Baptista, em Tomar, um quadro religioso provindo do Convento das Salésias. À colecção de António José Silva pertenceu ainda o quadro "Santa Isabel dando esmola". Da sua autoria é também o quadro "Sagrada Família", assinado e datado de 1873, proveniente do leilão Farrobo, hoje na colecção de Rocha Dinis.
Alcançou grandes honras: foi pintor de câmara de el-rei, mestre dos princípes (entre eles, do futuro rei D. Carlos e de seu irmão D. Afonso), cavaleiro de Cristo, da Senhora da Conceição de Vila Viçosa e de Hohenzollern e membro correspondente do Instituto de França.
Também António Manuel da Fonseca se dedicou episodicamente à escultura. Deve-se-lhe o bronze "Adónis e o javali" e o baixo-relevo "Prometeu" - ambos apresentados nas Exposições Trienais da Academia e o primeiro deles hoje no Museu do Chiado. Desenhou as estátuas Talia e Melpomene, esculpidas por Assis Rodrigues para o frontão do Teatro Nacional D. Maria II; igualmente se deve o belo desenho do alto-relevo do tímpano do mesmo frontão, "Apolo e as Musas". Desenhou e moldou com Assis Rodrigues, os meios-relevos que representam as quatro partes do dia, para o átrio da fachada do mesmo teatro. Foi ainda o pintor do tecto inicial do Teatro D. Maria II que foi substituído em 1894 por Columbano.
Como litógrafo, além das estampas para os "Quadros Históricos" de Castilho, fez uma, avulsa, "Nossa Senhora da Glória do Abrigo Marítimo". Também desenhou figuras alegóricas para serem pintadas em azulejos.
Faleceu pelas nove horas da noite de 4 de outubro de 1890, contando 94 anos de idade, na Rua de Entremuros, número 87, freguesia de São Mamede (Lisboa), onde residia. Encontra-se sepultado no Cemitério dos Prazeres, em Lisboa.

## Casamentos e descendência

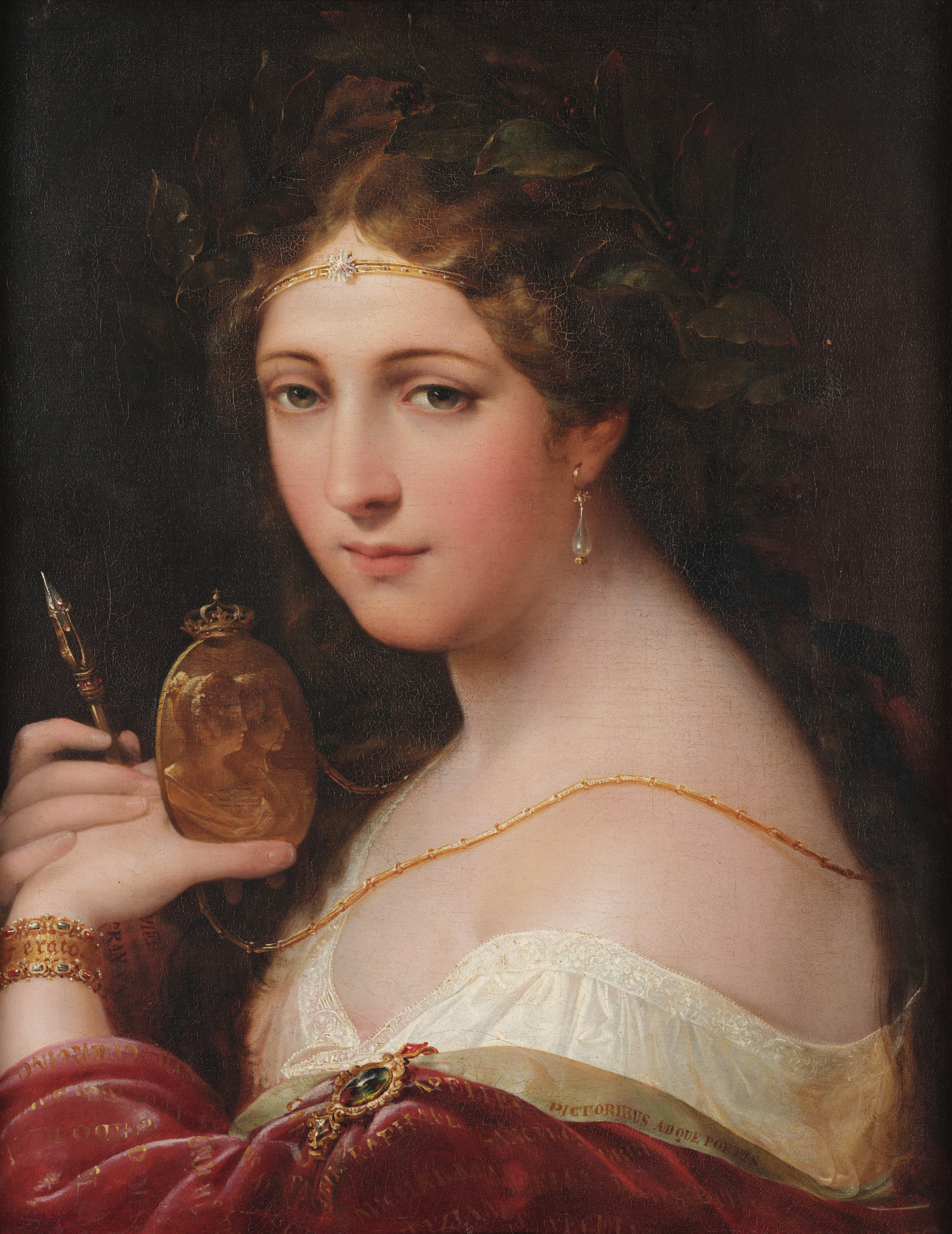
Retrato de D. Mariana Rita Gomes enquanto Erato; "Génio das Artes", da autoria da António Manuel da Fonseca (Museu Nacional Grão Vasco)

Casou a 31 de julho de 1824, na Igreja Paroquial de Santa Isabel em Lisboa, com D. Ana Maria Zevecote Coelho, solteira, natural daquela freguesia, filha de Mariano José Coelho, já então falecido e de D. Margarida Rita Xavier Zevecote. Deste casamento teve vários filhos, entre eles António Tomás da Fonseca.
Casou em segundas núpcias, no estado de viúvo, a 5 de julho de 1837, na Igreja Paroquial de Santa Isabel em Lisboa, com D. Mariana Rita Gomes, solteira, natural daquela freguesia e filha de Francisco de Paula Gomes e de D. Firmina Herculana da Silva Gomes, de quem mais tarde enviuvou, vivendo sozinho até falecer.